# Flugunfall einer Antonow An-26 bei Talodi 2012
Der Flugunfall einer Antonow An-26 bei Talodi 2012 ereignete sich am 19. August 2012, als ein Flugzeug der Alfa Airlines in der Nähe der Stadt Talodi, im Sudan, abstürzte, wobei alle 32 Insassen ums Leben kamen. Das Flugzeug beförderte eine Delegation der sudanesischen Regierung. Unter den Opfern waren dementsprechend mehrere Mitglieder der Regierung, mehrere hochrangige Mitglieder der Sudanesischen Streitkräfte (al-Quwwāt al-musallaḥa as-sūdāniyya, Sudanese Armed Forces, SAF) und andere Beamte sowie ein Fernsehteam.

## Ablauf des Unfalls
Das Flugzeug war um 6:02 Uhr Ortszeit am Flughafen Khartum gestartet. Etwa um 8 Uhr stürzte das Flugzeug in den Hajar Al-Nar-Bergen ab, einem Teil der Nuba-Berge (جبال النوبة‎ Dschibal an-Nuba) bei Talodi, einer kleinen Stadt ca. 600 km südwestlich von Khartum. In einer Nachrichtensendung wurde bekanntgegeben, dass das Wetter einen ersten Landeanflug zunichtegemacht hatte, und beim zweiten Landeanflug kollidierte das Flugzeug mit einem Berg. Das Talodi Airfield besteht nur aus einer einzelnen asphaltierten, aber unmarkierten Start- und Landebahn von 1800 m Länge.

## Flugzeug
In verschiedenen Medien wurde zunächst fälschlich von einem Helikopter-Absturz berichtet, Das Flugzeug war jedoch eine zweimotorige Antonow An-26-100 mit der Registrationsnummer ST-ARL. Das Flugzeug war von der sudanesischen Regierung gechartert worden und wurde von der sudanesischen privaten Fluggesellschaft Alfa Airlines (ICAO code: AAJ) betrieben.
Das Flugzeug wurde bereits 1974 im ukrainischen Flugzeugwerk „Awiant“ in der Sowjetunion hergestellt. Es flog zunächst auf sowjetischen und russischen regionalen Routen bis Juli 1998. Es wurde dann an eine armenische Fluggesellschaft verkauft und später an Trans Attico, Air Libya, Ababeel Aviation und andere Fluggesellschaften in Afrika weiterverkauft. Alfa Airlines erwarb das Flugzeug im Juli 2009 und ließ es 2010 vom Standard Antonow An-26 im Kiewer Werk 410 Zivilluftfahrt in der Ukraine auf den Standard Antonow An-26-100 modernisieren.
In den vergangenen Jahren gab es mehrfach tödliche Flugunfälle im Sudan. Alle sudanesischen Fluggesellschaften, inklusive der Alfa Airlines, sind daher im europäischen Luftraum nicht zugelassen. Die sudanesischen Behörden gaben an, es gebe Schwierigkeiten Ersatzteile zu bekommen, aufgrund von Sanktionen der Vereinigten Staaten gegen die Regierung in Khartum. Der Absturz war der erste Unfall in der Geschichte der Alfa Airlines. Die Airline war erst 2009 gegründet worden.

## Passagiere und Besatzung
| Nationalität  | Passagiere | Crew | Total |
| ------------- | ---------- | ---- | ----- |
| Sudan         | 26         | 3    | 29    |
| Armenien      | 0          | 1    | 1     |
| Russland      | 0          | 1    | 1     |
| Tadschikistan | 0          | 1    | 1     |
| Gesamt        | 26         | 6    | 32    |

Das Flugzeug transportierte eine Delegation der sudanesischen Regierung von der Hauptstadt Khartum nach Talodi in Dschanub Kurdufan, einem kriegszerrissenen Bundesstaat mit laufenden Kämpfen zwischen der sudanesischen Armee und Rebellengruppen, Die Gruppe war unterwegs zu einer Eid al-Fitr-Feier, um das Ende des Ramadan zu begehen.
Unter den Opfern war der Guidance and Religious Endowments Minister Ghazi al-Sadiq Abdel Rahim.
Das Flugzeug mit einer Besatzung von sechs Personen wurde von einem erfahrenen russischen Kommandanten geflogen, unterstützt von einem sudanesischen Ersten Offizier, einem 43-jährigen Navigator aus Tadschikistan und einem 42-jährigen armenischen Flugingenieur.

## Untersuchung
Ein Sprecher der sudanesischen Luftfahrtbehörde erklärte, dass schlechtes Wetter für den Unfall verantwortlich war. Die offizielle Nachrichtenagentur des Sudan, SUNA, erklärte ebenfalls das der Absturz aufgrund von „schlechten Wetterbedingungen“ („due to the bad weather conditions“) erfolgte. Der Minister of Information Ahmed Bilal Osman sagte, dass das Flugzeug in schlechten Wetterbedingungen in Talodi landen wollte, als jahreszeitlich bedingt heftige Regenfälle den Piloten die Sicht nahm (zero visibility).
Der Sprecher der Rebellen Arnu Ngutulu Lodi dementierte eine Verbindung seiner Rebellengruppe mit dem Unfall. Der Unfallort lag außerhalb des Rebellengebietes.
Zwei Tage nach dem Unfall, am 21. August, erklärte der Vorsitzende der Sudan Civil Aviation Authority (CAA), Mohammad Abdul-Aziz, seinen Rücktritt gegenüber dem Präsidenten des Sudan Omar al-Bashir. Präsident Bashir nahm den Rücktritt jedoch nicht an, sondern drängte den Chef ein kürzlich eingeführtes Programm von Reformen zur Entwicklung und Supervision der CAA weiter durchzusetzen.
Am 24. August berichtete die lokale Verwaltung, dass die Flugschreiber gefunden worden seien und von der Unfallstelle geborgen wurden.